# Isarco Ravaioli
Isacco Ravaioli, plus connu sous le nom d’ Isarco Ravaioli (né à Ravenne le 3 mars 1933  et mort à Rome  le  15 février 2004), est un acteur italien.

## Biographie
Né à Ravenne, Isacco Ravaioli a obtenu un diplôme en enseignement dans sa ville natale et a commencé à travailler en tant que professeur d'école primaire. Poussé par sa passion pour le cinéma, il  déménage à Rome où il fréquente l'école d'art dramatique, obtenant ses premiers rôles de film, puis s'inscrit au Centro sperimentale di cinematografia où il se diplôme en 1957. Isarco Ravaioli est apparu dans des dizaines de films, principalement du genre aventure et peplum, jusqu'à sa retraite dans les années 1980.

## Filmographie sélectionnée
- 1952 : La muta di Portici de Giorgio Ansoldi
- 1952 : La storia del fornaretto di Venezia (it)
- 1960 : La Maîtresse du vampire
- 1962 : Les Titans
- 1962 : Les Derniers Jours d'Herculanum (Anno 79 - La distruzione di Ercolano) de Gianfranco Parolini
- 1962 :  Vie privée
- 1963 : Casablanca, nid d'espions
- 1965 : Squillo de Mario Sabatini
- 1968 : Satanik
- 1968 : Homicides par vocation
- 1969 : La Dernière Balle à pile ou face (Testa o croce) de Piero Pierotti
- 1970 : Les Héros de Yucca
- 1973 : Les Orgies macabres (L'orgia dei morti) de José Luis Merino
- 1979 : Durs à mourir de Joe D'Amato : Duchamp